# Лутугино
Лутугино (укр. Лутугине рус. Лутугино) градић је у Украјини, у Луганској области. Међутим, град је дефакто под управом Луганске Народне Републике (ЛНР). Према процени из 2016. у граду је живело 17.762 становника.

## Историја
Налази се на десној обали реке Вилхивка, 83 км дугачке притоке реке Лухана у самом центру Лутугинског округа у Луганској области. Град има железничку станицу и налази се 21 км југозападно од главног града Луганска.
Због наслага угља, креча и песка, на данашњем Лутугину 1897. године изграђена је фабрика и железничка станица, из које се развило насеље Шмитовка, по немачком предузетнику Шмиту.
Крајем 1925. насеље је преименовано у Лутугино у част руског геолога Леонида Лутугина (1864–1915). Од 3. јануара 1965. године Лутугино има статус града.
Од 2014. године град је у саставу Луганске Народне Републике, која је у конфликту са Украјином.

## Становништво
Према процени, у граду је 2016. живело 17.762 становника.
| 1970.  | 1979.  | 1989.  | 2001.  |
| ------ | ------ | ------ | ------ |
| 13.878 | 15.572 | 18.973 | 18.833 |